# Marigny-le-Châtel
Marigny-le-Châtel è un comune francese di 1 678 abitanti situato nel dipartimento dell'Aube nella regione del Grand Est.

## Società

### Evoluzione demografica
Abitanti censiti